# 운명의 룰렛을 돌리며/잘가라는 말은 시작의 말
〈운명의 룰렛을 돌리며/잘가라는 말은 시작의 말〉(일본어: 運命のルーレット廻して/サヨナラは始まりの言葉 운메이노룰렛마와시테/사요나라와하지마리노코토바[*])는 2016년 3월 23일에 발매된 La PomPon의 네 번째 싱글이다.

## 해설
〈운명의 룰렛을 돌리며〉는 요미우리 TV · 닛폰 TV계 애니메이션 《명탐정 코난》의 닫는 곡으로 정해졌으며,  ZARD가 네 번째 여는 곡으로 부른 곡의 커버이다.

## 수록곡
초회한정반CD
1. 운명의 룰렛을 돌리며(運命のルーレット廻して)
  - 작사: 사카이 이즈미, 작곡: 쿠리바야시 세이이치로, 편곡: 이케다 다이스케
2. 잘가라는 말은 시작의 말(サヨナラは始まりの言葉)
  - 작사 · 작곡: 스즈키 켄타로, 편곡: 오코우치 코타
3. 롯폰기 체조 ~사랑 단어는 잔파라폰!~(ろっぽんぎ体操 〜愛コトバはジャンパラポン！〜)
  - 작사: MACHEE DEF, 작곡: MACHEE DEF, 닛타 시게루, 편곡: 닛타 시게루
4. 운명의 룰렛을 돌리며 (Instrumental)
5. 잘가라는 말은 시작의 말 (Instrumental)
6. 롯폰기 체조 ~사랑 단어는 잔파라폰!~ (Instrumental)

명탐정 코난반
1. 운명의 룰렛을 돌리며
2. 잘가라는 말은 시작의 말
3. 운명의 룰렛을 돌리며 (TV SIZE)
4. 운명의 룰렛을 돌리며 (Instrumental)
5. 잘가라는 말은 시작의 말 (Instrumental)

통상반A
1. 운명의 룰렛을 돌리며
2. 잘가라는 말은 시작의 말
3. 운명의 룰렛을 돌리며 (Instrumental)
4. 잘가라는 말은 시작의 말 (Instrumental)

통상반B
1. 잘가라는 말은 시작의 말
2. 운명의 룰렛을 돌리며
3. 잘가라는 말은 시작의 말 (Instrumental)
4. 운명의 룰렛을 돌리며 (Instrumental)

## 발매일
| 국가     | 일정            | 포맷                | 레이블     |
| -------- | --------------- | ------------------- | ---------- |
| 일본     | 2016년 3월 23일 | CD, 디지털 다운로드 | 빙         |
| 대한민국 | 2017년 4월 21일 | 디지털 다운로드     | 씨엔엘뮤직 |